# コケジン
コケジン・ハトゥン（モンゴル語: Kökeǰin）は、フレグ・ウルスの第8代君主ガザン・ハンに嫁いだ后妃の一人。モンゴル高原のバヤウト部族出身でありながら海路によって遥か遠方のイラン高原まで嫁いでおり、この旅路にマルコ・ポーロ一家が同乗したことで知られる。

## 名称
『東方見聞録』には多数の写本があり、コケジンの名前もCocachin, Cocacin, Cozotine, Kogatin, Kokachin, Kokechin, Kokejin, Kokochin, Kukachin, Kukajinなど様々な表記がなされている。Kokeは「青色」を意味するモンゴル語で、ǰinは人称接尾詞のため、クリーブスなどは「The Dark Complected（青白い顔色）」を意味する名前とする。また、ペルシア語史料の『集史』ではکوکاجی（kūkājī）と表記されている。

## 概要

### 生い立ち
『集史』ガザン・ハン紀にはモンゴル高原（mughūlistān）から訪れたこと、アルグン・ハンの妃であったブルガン・ハトゥンと同じ一族（＝バヤウト部）の出であったことが記される。バヤウト部族はクビライに嫁いだバヤウジンや、テムルに嫁いだブルガンらを輩出した、コンギラトやイキレスに次ぐチンギス・カン家の姻族であった。
『東方見聞録』によると、ガザン・ハンの父のアルグン・ハンの后妃であるブルガン・ハトゥンは亡くなる時に自らの地位を継ぐ女性を同じ一族（バヤウト部）から選んでほしいという遺言を残した。これを受けてアルグン・ハンはウラタイ・アビシュカ・ホージャという3人の使者を選んで大元ウルスのクビライの下に派遣し、ブルガン・ハトゥンと同じ一族の姫を継室に賜りたいと申し出た。アルグンからの使者を迎え入れたクビライはこれを歓待し、アルグン・ハンの要請通りブルガン・ハトゥンと同じバヤウト部族出身の、当時17歳の美女コケジンを推薦し使者たちもこれを受け入れた。

### イランへの旅
恐らく1288年（至元25年）頃、アルグン・ハンの派遣した使者たちはコケジンを伴って往路と同じ陸路で進んだが、8カ月間進んだところでクビライとカイドゥの内戦に巻き込まれ、引き返さざるを得なくなった。ちょうどこの頃（1289年末〜1290年初頭?）、マルコ・ポーロ一家がインド洋から海路を経て帰還しており、アルグン・ハンの使者たちはマルコ一家を招いて海路イラン高原に帰還することを申し出た。マルコ一家を気に入っていたクビライは渋ったものの、最終的には使節団がマルコ一家を加えて海路イラン高原に向かうことを許可した。
マルコ一家を加えた船団が出発するに当たり、クビライは使者たちにローマ教皇やフランス王はじめヨーロッパのキリスト教国諸王に宛てた書簡も託した。船団は14隻からなり、その内の4-5隻は水夫約250人を収容できる巨艦であったという。船団は出航から3カ月でジャワ島（ここではスマトラ島を指す）に到着したが、その後もいくつかの危難に見舞われ、最終的に出航から18カ月めに目的地に到着した。船団に乗り込んだ人員は水夫を除いても600人は下らなかったが、困難な海路によってその多くが命を落とし、アルグン・ハンの派遣した3人の使者の内で生きてイランに帰還したのはホージャ一人、コケジンに随従した婦人で無事だったのも一人だけであった。

### 大元ウルスの記録
実在した人物であるかどうかを疑う説も根強いマルコ・ポーロであるが、この船団が実在したことについては漢文史料の『経世大典』中の「站赤」という章の記述によって立証される。『経世大典』は早くに散逸してしまったが、幸いにも「站赤」については『永楽大典』に所収されたことによって現代に伝わっている。
この記述によって、『東方見聞録』の記すアルグン・ハンが派遣した3名の使者が実在したこと、彼らがインド洋を海路進みイランに至ったこと、その最終的な目標がアルグン・ハンへの復命にあったことが史実であると確認される。また、この記述により船団が1290年（至元27年）の3月に出航したことが分かり、『東方見聞録』の記述と合わせると船団は1291年中にイランの地に到着したと推測される。これとほぼ同時期にジャワ遠征軍が出航しており、この時点で大元ウルスは直接的な支配は及ばないにせよ東南アジア~南アジアの海洋交易ルートをかなり掌握していたようである。

### 晩年
『東方見聞録』によると、コケジン一行がイランに到着した時点でアルグン・ハンは既に死去しており、キハト・ハンが地位を継いでいた。キハト・ハンは報せを聞くとコケジンをアルグン・ハンの息子のガザンに与えるよう命じたため、コケジン一行は当時ホラーサーン地方に駐屯していたガザンの下まで更に旅をし、一行がガザンの下に辿り着くと使命を果たしたマルコ一家はコケジンに別れを告げたという。
『集史』ガザン・ハン紀にはこれに対応する記述として、タブリーズからホラーサーン地方に向かう途上、Abaharの城に至ったガザンがアルグンの使臣を迎えたとの記述がある。「ヒタイ地方の珍奇な品々、マンジ地方の精緻な品々を伴ってきた」コケジン・ハトゥンは、フレグ・ウルスの正妃であったトクズ・ハトゥンの地位を授けられたという。しかし、イランへの到着から3年後の1296年6月、ガザンが即位した年にコケジンは若くして亡くなってしまった。

## 関連作品
- 『コカチン 草原の姫、海原をゆく』（2022年、作：佐和みずえ、静山社） - コケジン（コカチン）に着想を得て創作された小説。